# Nephochaetopteryx biculcita
Nephochaetopteryx biculcita är en tvåvingeart som beskrevs av Carroll William Dodge 1968. Nephochaetopteryx biculcita ingår i släktet Nephochaetopteryx och familjen köttflugor. Inga underarter finns listade i Catalogue of Life.